# 東若山村
東若山村（ひがしわかやまむら）は石川県珠洲郡にあった村。現在の珠洲市中心部の北西、若山川中流、国道249号沿線にあたる。

## 地理
- 河川 ： 若山川

## 歴史
- 1889年（明治22年）4月1日 - 町村制の施行により、珠洲郡出田村、広栗村、経念村、鈴内村、古蔵村、中田村及び火宮村を廃し、その区域をもって珠洲郡東若山村を設置する。
- 1908年（明治41年）8月15日 - 珠洲郡東若山村及び西若山村を廃し、その区域をもって珠洲郡若山村を設置する。